# Mistrovství světa v boxu žen 2016
IX. mistrovství světa v boxu žen proběhlo v Astaně, Kazachstán ve dnech 19. až 27. května 2016. Organizátorem turnaje mistrovství světa byla International Boxing Association (AIBA).

## Česká stopa
Na mistrovství světa startovaly za Česko 2 boxerky:
- −54 kg: Alice Šrámková (* 1982) z Pražského rohovníka
- −60 kg: Martina Schmoranzová (* 1987) z SK Boxing Praha

## Výsledky
| Ženy   | Zlato                       | Stříbro                      | Bronz                      | Bronz                      |
| ------ | --------------------------- | ---------------------------- | -------------------------- | -------------------------- |
| –48 kg | Nazym Kyzajbajová (KAZ)     | Wang Jü-jen (CHN)            | Marlen Esparzaová (USA)    | U Jong-kum (PRK)           |
| –51 kg | Nicola Adamsová (GBR)       | Peamwilai Laopeamová (THA)   | Džajna Šekerbekovová (KAZ) | Sarah Ourahmouneová (FRA)  |
| –54 kg | Dina Džolamanová (KAZ)      | Stojka Petrovová (BUL)       | Christina Cruzová (USA)    | Liou Pchiao-pchiao (CHN)   |
| –57 kg | Alessia Mesianová (ITA)     | Sonia Latherová (IND)        | Denica Elisejevová (BUL)   | Ajdžan Kodžabekovová (KAZ) |
| –60 kg | Estelle Mossellyová (FRA)   | Anastasija Beljakovová (RUS) | Kathleen Taylorová (IRL)   | Mira Potkonenová (FIN)     |
| –64 kg | Jang Wen-lu (CHN)           | Kelly Harringtonová (IRL)    | Sara Kaliová (CAN)         | Skye Nicolsonová (AUS)     |
| –69 kg | Valentina Chalzovová (KAZ)  | Ku Chung (CHN)               | Elina Gustafssonová (FIN)  | Nadine Apetzová (GER)      |
| –75 kg | Claressa Shieldsová (USA)   | Nouchka Fontijnová (NED)     | Čchen Nien-čchin (TPE)     | Savannah Marshallová (GBR) |
| –81 kg | Jang Siao-li (CHN)          | Kaye Scottová (AUS)          | Franchon Crewsová (USA)    | Elif Güneriová (TUR)       |
| +81 kg | Lazzat Kungejbajevová (KAZ) | Shadasia Greenová (USA)      | Şennur Demirová (TUR)      | Wang Š'-ťin (CHN)          |

## Medailová bilance
V boxu se rozdělilo celkem 10 sad medailí.
| Pořadí | Stát                   |       | Muži    | Muži  | Muži | Celkem |
| Pořadí | Stát                   | Zlato | Stříbro | Bronz |      | Celkem |
| ------ | ---------------------- | ----- | ------- | ----- | ---- | ------ |
| 1.     | Kazachstán (KAZ)       |       | 4       | 0     | 2    | 6      |
| 2.     | Čína (CHN)             |       | 2       | 2     | 2    | 6      |
| 3.     | USA (USA)              |       | 1       | 1     | 3    | 5      |
| 4.     | Anglie (ENG)           |       | 1       | 0     | 1    | 2      |
| 4.     | Francie (FRA)          |       | 1       | 0     | 1    | 2      |
| 6.     | Itálie (ITA)           |       | 1       | 0     | 0    | 1      |
| 7.     | Austrálie (AUS)        |       | 0       | 1     | 1    | 2      |
| 7.     | Bulharsko (BUL)        |       | 0       | 1     | 1    | 2      |
| 7.     | Irsko (IRL)            |       | 0       | 1     | 1    | 2      |
| 10.    | Indie (IND)            |       | 0       | 1     | 0    | 1      |
| 10.    | Nizozemsko (NED)       |       | 0       | 1     | 0    | 1      |
| 10.    | Rusko (RUS)            |       | 0       | 1     | 0    | 1      |
| 10.    | Thajsko (THA)          |       | 0       | 1     | 0    | 1      |
| 14.    | Finsko (FIN)           |       | 0       | 0     | 2    | 2      |
| 14.    | Turecko (TUR)          |       | 0       | 0     | 2    | 2      |
| 16.    | Kanada (CAN)           |       | 0       | 0     | 1    | 1      |
| 16.    | Čínská Tchaj-pej (TPE) |       | 0       | 0     | 1    | 1      |
| 16.    | Německo (GER)          |       | 0       | 0     | 1    | 1      |
| 16.    | Severní Korea (PRK)    |       | 0       | 0     | 1    | 1      |
| Celkem | Celkem                 |       | 10      | 10    | 20   | 40     |